# جنف

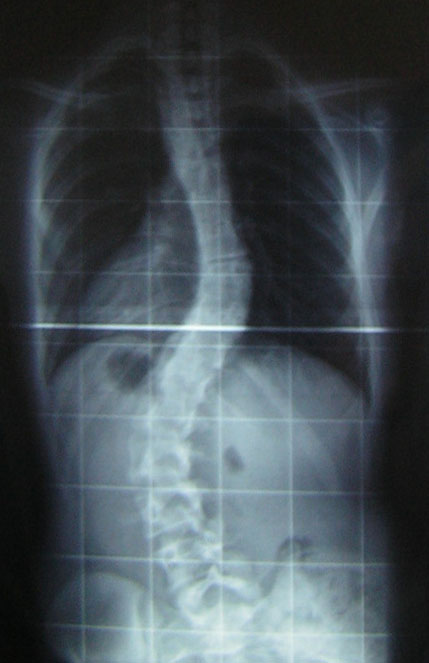
صورة صورة شعاعية لشخص مصاب بانحراف جانبي في العمود الفقري شكل حرف "S". تظهر الفقرات الصدرية مائلة إلى اليمين والفقرات القطنية مائلة إلى يسار الصورة. وهذه الصورة تستخدم من قبل الجراح قبل القيام بالعملية وذلك لرسم صورة للمريض على طاولة العمليات.

الجَنَف أو الزَّوَر (بالإنجليزية: scoliosis) هو حالة مرضية تصيب العمود الفقري وتسبب له انحراف (ميلان) من جهه إلى جهة، واستدارة الفقرات أيضا بهذا الاتجاه بحيث لا يكون فيها العمود الفقري عموديا. وفي هذه الحالة تتشكل عدة انحناءات أيضا تحت تأثير ثقل الجسم التي تشكل في بعض الأحيان شكل حرف (S).
استدارة الفقرات المصاحبة للانحناء تكون دائما بحيث يكون فيها جسم الفقرة (باللاتينية: corpus vertebrae) موجها باتجاه الجهة المحدبة للتقعر وتكون النواتئ الشوكية للفقرات (باللاتينية: processus spinosus) موجهة إلى الجهة المقعرة.
عادةً ما يسبب الجنف الالم عند البالغين وكبار السن. ويظهر في الصورة الشعاعية العمود الفقري اما على شكل حرف "S" أو حرف "C". وعادةً مايصنف على أنه عيب ولادة أثناء الولادة (بالإنجليزية: congenital)، أو مجهول السبب (بالإنجليزية: idiopathic) أو نادراً جداً على أنه مشكلة في الموصل العصبي العضلي متطورة من أمراض أخرى مثل السنسنة المشقوقة، والشلل الدماغي، ضمور العضلات الشوكي أو الصدمة البدنية.[بحاجة لمصدر] والجنف يمكن أن يصيب جميع الفقاريات وحتى الأسماك يكمن أن تصاب به. وقد عولجت أول إصابة بهذا المرض وصفت من قبل الطبيب الاغريقي أبقراط.

## التسمية
الاسم العربي الفصيح هو الجَنَف، وثمة من يُسمي المرض بشرحه مثل: انحراف العمود الفقري جانبياً أو الميلان الجانبي في العمود الفقري أو انحناء الصلب إلى الجانب أو احديداب جانبي في السيساء أو اعوجاج العمود الفقري أو الانحناء الجانبي في العمود الفقري

## المصطلحات
تقسم أنواع انحراف العمود الفقري على حسب نوع الميلان. ويوضع في الحسبان أيضاً شدة الميلان وزاوية انحرافه.
- جنف أيمن (باللاتينية: dextroscoliosis): وهو ان يكون العمود الفقري مائل إلى جهة اليمين فقط.[6][7][8]
- جنف ايسر (باللاتينية: laevoscoliosis): ويكون في حالة الميلان إلى اليسار فقط.[6][7][8]
- جنف بنيوي (باللاتينية: rotoscoliosis): (قد يطلق على الحالات المجتمع بها النوعين الأولين، أو يستخدم للإشارة ان العمود الفقري يحتوي على أكثر من ثلاث زوايا) وفيه يوجد انحناء في الفقرات الصدرية وانحناء آخر منفصل في الفقرات القطنية. ويكونان عكس بعضهما في اتجاه الانحناء، أي إذا كان الجنف الصدري أيمن يكون القطني أيسر والعكس.[9]

## تصنيف الجنف
ينقسم الجنف إلى قسمين رئيسيين، هما:

### جنف غير بنيوي (غير عضوي)
وهنا لا يوجد خلل في فقرات الظهر، ولكن يمكن أن يكون الانحناء نتيجة لشد عضلي أو ألم ناتج عن انزلاق غضروفي أو التهابات، ويمكن أن يكون نتيجة لوجود فرق في طول الساقين ويُسمى بالجنف الوضعي، وهذا الانحناء يختفي عندما ينحني الشخص للأمام في وضعية الركوع.

### جنف بنيوي (عضوي)
في هذه الحالة يوجد خلل وتشوهات في فقرات العمود الفقري. وينقسم هذا النوع بدوره إلى أربعة اقسام، هي:

#### الجنف الغامض (مجهول السبب)
ويُشكل 80% تقريبا من حالات الجنف عامة (أي أكثرها انتشاراً). ويحدث في عامة الناس بنسبة 2-4 %.
وهو عموماً يُصيب الإناث أكثر من الذكور، وغالباً يكون الانحناء فيه صدرياً وإلى اليمين.
ينقسم هذا النوع من الجنف بدوره إلى ثلاثة أنواع وهي:

##### جنف الرضع مجهول السبب
- يظهر قبل سن الثالثة.
- غالباً يكون الانحناء صدرياً وإلى اليسار، استثناء لعامة الجنف مجهول السبب.
- يُصيب الذكور أكثر من الإناث، بخلاف الجنف مجهول السبب عموماً.
- تتراوح نسبة الشفاء التلقائي (أي تزول الحالة دون تدخل طبي) في هذا النوع من 20% إلى 92% من الحالات.

##### جنف الأطفال مجهول السبب
- يظهر في السن بين 3 إلى 10 سنوات.
- يُصيب الإناث أكثر من الذكور، ويكون الانحناء الغالب هو صدري أيمن.
- نسبة الشفاء التلقائي، في هذ النوع تصل إلى 7% من الحالات.
- زاوية الانحناء تتقدم (تزيد) في تقريباً 95% من الحالات، و64% يحتاجون لعمل عملية جراحية للحالة.

##### جنف المراهقين مجهول السبب
- يظهر في السن بعد 10 سنوات.
- أكثر أنواع الجنف الغامض حدوثاً، وكذلك أكثر أنواع الجنف حدوثاً عموماً (كل حالات الجنف أياً كان نوعها وسببها).
- يُصيب الإناث أكثر من الذكور، ويكون الانحناء الغالب صدرياً أيمن.

#### الجنف الولادي (الخَلقي)
وهذا النوع يولد الطفل به، وأسبابه كثيرة وهنا فقط الناتجة عن شذوذ في تكوّن فقرات العمود الفقري:
- وجود فقرة أو فقرات إسفينية، حيث يكون هناك نقص جزئي في تكوّن ونمو إحدى جانبي الفقرة.
- وجود (شِقة) نصف فقرة؛ حيث يكون هناك نقص كلي في تكوّن ونمو إحدى جانبي الفقرة.
- وجود فشل أحادي الجانب في تفصص الفقرات، حيث يكون هناك فشل في تفصص بعض الفقرات في أحد جانبي العمود الفقري مما يؤدي إلى كون الفقرات منفصلة في جانب وملتحمة في الجانب الآخر، وتُسمى بالقضيب الولادي.
- وجود فشل ثنائي الجانب في تفصص الفقرات، حيث يكون هناك فشل في تفصص بعض الفقرات في كلا جانبي العمود الفقري مما يؤدي إلى كون الفقرات ملتحمة مع بعضها وتُسمى الحالة كتلة (تكتل) الفِقار.

كما أن هناك حالات أخرى وراثية عديدة تسبب الجنف نذكر منها تكوّن العظام الناقص والذي يُصيب عامة عظام الجسم، متلازمة مارفان وبعض حالات القزم.

#### الجنف العصبي العضلي
وأسبابه تكون إما شلل في العضلات نتيجة أمراض في الأعصاب، أو ضعف في هذه العضلات أو تكوينها.
- مثال على الحالات العصبية هو الشلل الدماغي، شلل الأطفال.
- مثال على الحالات العضلية هو الحَثَل العضلي، والونىَ العضلي الولادي.
وهذه الأمراض إما ولادية (خلقية أو وراثية) وإما مكتسبة.

#### الجنف القطني التنكسي
وهو انحراف جانبي يتجاوز 10 درجات ويحدث عادة في المنطقة الصدرية القطنية أو المنطقة القطنية من العمود الفقري بعد العقد الرابع أو الخامس من العمر في مرضى لم يكن لديهم تاريخ مرضي سابق للجنف، ويُنظر إليه كنوع من الأمراض التنكسية أكثر منه كنوع من أنواع الجنف.

#### الجنف الثانوي
وينتج عن عوامل أو أمراض مثل :
- بعد العمليات الجراحية.
- بعد الإصابات التي تؤدي إلى كسور في الفقرات.
- بعد التشعيع (العلاج بالأشعة السينية) أياً كان السبب.
- بعد الأخماج (الالتهابات) ومثال على ذلك إصابة فقرات الظهر بالسل
- السرطانات التي تُصيب الفقرات وتُحطمها

## الأسباب
يعد هذا المرض من أمراض مراحل النمو، ينشأ وتسوء حالته في مراحل نمو الجسم في مرحلة البلوغ على سبيل المثال
معظم حالات انحراف العمود الفقري في المراهقين تكون مجهولة السبب ولا يوجد أسباب واضحة له. أسباب الجنف غير معروفة بالتأكيد، لكن يتفق أغلب أطباء العمود الفقري ان العامل الجيني له علاقة بالمرض، من حيث تأهب العمود الفقري جينياً لتطور الجنف. والجنف أشيع في الاناث أكثر منه في الذكور بمعدل 4 أضعاف. ويوجد غالباً عند المصابين بالشلل الدماغي، ولكنه يختلف عن الشكل الذي هو عليه في الحالات المولده بالانحراف. وفي بعض الحالات، يوجد الانحراف في العمود الفقري بسبب عيب ولادة في فقرات العمود الفقري. وأحياناً، يتطور الجنف عند المراهقين بسبب شذوذ في الفقرات -بمعنى تكون سليمة عند الولادة ولكن لها القابلية على الانحراف والشذوذ.
بوجه عام، الأسباب في ماهو نسبته 80% يكون مجهول السبب. أما ال 20% الباقية فعادةً تكون بسبب امراض الأعصاب، أمراض العضلات، امراض الأربطة، مشاكل نمو العظام. وقد يكون السبب أحيانا الحوادث في مرحلة ما بعد الحادث، وبسبب الندب الكبيرة أيضا التي تعيق النمو إلى حد ما كعمليات القلب عند الأطفال، أو اختلاف طول إحدى الساقين.

## انتشار المرض
انحرافات العمود الفقري الأقل من 10° تصيب 3-5 من 1000 شخص. وبالنسبة للإنحرافات أقل من 20° فهي تقريباً متساوية في الإناث والذكور. أما الانحرافات الأكبر من 20° فهي تصيب شخص واحد من بين 2500 شخص. وبشكل عام، تصاب 2% من الإناث بالمرض. بينما يصاب 0.5% من الذكور.

## الأعراض والعلامات
كثيراً ما يسبب الانحراف في العمود الفقري آلام أثناء فترة البلوغ، خصوصاً إذا ترك الانحراف من دون معالجة -جراحة أو علاج طبيعي. ولكن، أغلب التقارير[بحاجة لمصدر] تشير إلى أن العمليات الجراحيه لتصحيح انحراف العمود الفقري هي غالباً لاتزيل الألم بشكل كامل ولكنها لغرض التجميل ومنع الميلان من الزيادة والتقوس. وحيث أن الآلم يمكن أن تزول بتمرين العضلات لتأخد شكل العمود الفقري. أعراض وعلامات الانحراف تشمل أيضاً:
- عدم انتظام الجهاز العضلي على جانب من العمود الفقري.
- بروز سنام -أو أكثر في حالة أكثر من انحراف- وظهور عظم الكتف.
- اختلاف وعدم انتظام في مستوى الكتف والقفص الصدري والفخذ.
- في الإناث، اختلاف وعدم تناسق في الثدي.
- اختلاف في مسافة الذراعين -بين اطراف الاصابع والكتف.
- أحياناً، تصبح ردة فعل الاعصاب بطيئة.
- عدم تناسق الاكتاف والجسم بشكل عام.
- ميلان الرأس جانبياً.
- التعب بسهولة أثناء بذل المجهود البدني.

## تشخيص المرض

قياس زاوية الجنف

يتم التشخيص بالفحص السريري والأشعة.

### قياس زاوية الانحناء
طريقة قياس زاوية الانحناء من الأشعة والتي تُسمى طريقة كوب وكذلك يُطلق على الزاوية زاوية كوب. وتُقاس من الصورة الشعاعية بالطريقة التالية:
- تعيين الفقرات التي تحدد الطرف العلوي والطرف السفلي للانحناء. وهذه الفقرات هي أشد فقرات الانحناء ميلاناً تجاه الجهة المُقعرة للانحناء.
- بعد تعيين الفقرتين، يُرسم خط مستقيم يمر بالطرف العلوي للفقرة العلوية للانحناء وخط مستقيم آخر يمر بالطرف السفلي للفقرة السفلية للانحناء.
- تُحسب الزاوية التي تقع عند تقاطع هذين الخطين وهي زاوية الانحناء.

وكذلك بالأشعة يمكن معرفة ما إذا كان الجنف (الانحناء) بنيوي أو مُعاوض (تعويضي)، الانحناء المُعاوض يحدث نتيجة للانحناء البنيوي ليتوازن الجسم. تُأخذ صورة أشعة للشخص وهو منحني جانبياً لليمين وأخرى وهو منحني جانبياً لليسار، مما يؤدي إلى اختفاء الانحناء المُعاوض ولكن الانحناء البنيوي يظل. وهذه الطريقة كذلك تفيد في معرفة مرونة العمود الفقري لدى المريض.

## علاج المرض

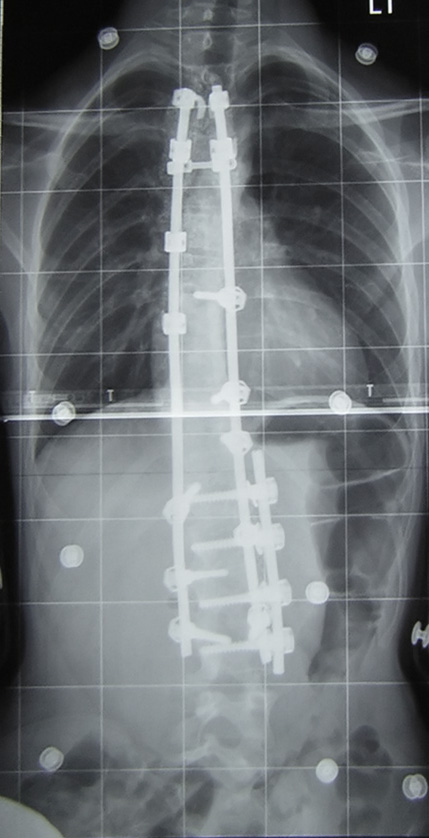
كيفية تقويم الجنف بالجراحة

علاج الجنف يعتمد على شدة درجة زاوية الانحناء ونوع الجنف، مثلاً الجنف الثانوي يكون العلاج بالدرجة الأولى موجه ضد المرض المُسبب للجنف. توجد علاجات تحفظية (مُحافظية) وإذا فشلت لا يوجد علاج سوى العملية الجراحية.
والعمل الجراحي يقوم على وضع جهاز مفصلي من المعدن بالإضافة إلى أحد اضلع المريض الذي يقطع إلى قطع تساعد ياضافتها إلى الجهاز بتقويم الفقرات وتخفف من حدة انحناء العمود الفقري ولكن بدرجة معينة.
كما نرى في الصورة جانبا.

### علاج الجنف الغامض الطفولي حسب درجة زاوية الانحناء
- إذا كانت زاوية الانحناء أقل من °25، تتم مُتابعته وحساب زاوية الانحناء في الأشعة السينية X-Ray على فترات زمنية مُنتظمة.
- إذا كانت زاوية الانحناء أكبر من °25، يتم استخدام الحزام لتصحيح الانحناء وهناك أنواع متعددة منه.
- تصحيح الانحناء جراحياً يتم بعد فشل العلاج التحفظي (الطرق السابقة) وزيادة درجة زاوية الانحناء.

## مضاعفات
تقدّر مخاطر الخضوع للجراحة بنسبة 5%. قد تكون المضاعفات: التهابات الأنسجة اللينة، أو التهابات عميقة، مشاكل في التنفس، نزيف، إصابات عصبية. ولكن وفقاً لأحدث الأدلّة إن ّ معدّل حدوث المضاعفات أكبر بكثير.
بعد خمس سنوات من الجراحة 5% يحتاجون إلى إعادة العملية وحتى اليوم ليس واضح ما يمكن توقّعة من جراحة العمود الفقري على المدى البعيد.

## الحمل والجنف
بحسب دراسة سويدية إن الإنجاب أكثر من مرة قبل سن 23 قد يسبب إصابة المرأة بالجنف.[بحاجة لمصدر]
أما حالات الحمل بعد العقد الثالث من العمر فلا يجب الخوف فيها من الإصابة بمرض الجنف.
و بالنسبة لعملية الولادة بشكل عام لا توجد تأثيرات سلبية معروفة للجنف على عملية الولادة أو الحمل. وقد تختلف من حالة إلى أخرى فعند بعض المريضات اللواتي يعانون من بعض أنواع الجنف التي قد تمتد إلى الفقرات العجزية ففي هذه الحالة قد يؤثر على عملية الولادة.

## علم الأوبئة
إن هذه الحالة تصيب حوالي 7 ملايين أشخاص في الولايات المتحدة. إن التواء العمود الفقري بعشرة درجات أو أقل يصيب 1.5-3% من الأشخاص. إن نسبة الأشخاص الذين يصابون بالتواء أقل من 20 درجة هي متساوية بين الذكور والإناث. هي أكثر شيوعاً في مرحلة الطفولة المتأخرة، وبخاصة لدى الفتيات.

## وصلات خارجية
- الموقع العربي لإصابات الحبل الشوكي والعمود الفقري - Scoliosis